# Walerij Brumel

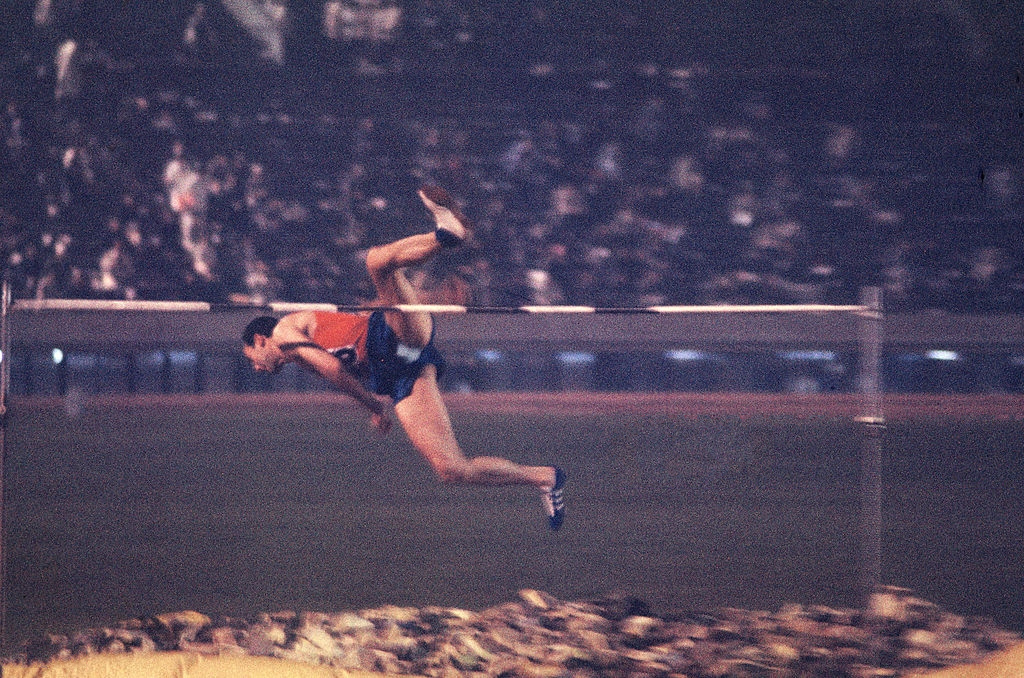
Valery Brumel na Igrzyskach Olimpijskich w Tokio

Walerij Nikołajewicz Brumel (ros. Валерий Николаевич Брумель; ur. 14 maja 1942 w Razwiedkach w rejonie tyndyńskim obwodu amurskiego, zm. 26 stycznia 2003 w Moskwie) – rosyjski lekkoatleta, skoczek wzwyż, startujący w barwach Związku Radzieckiego.

## Kariera sportowa
Rozpoczął uprawianie sportu w wieku 12 lat w Ługańsku. Mając 16 lat osiągnął 2 metry w skoku wzwyż. W 1959 trenował i studiował we Lwowie, będąc zatrudniony w zakładach przemysłu tłuszczowego. W 1960 poprawił rekord ZSRR wynikiem 2,17 i zakwalifikował się na igrzyska olimpijskie w 1960 w Rzymie. Zdobył na nich srebrny medal, przegrywając tylko ze swym kolegą z reprezentacji Robertem Szawłakadze (obaj osiągnęli wysokość 2,16, ale Szawłakadze w pierwszej, a Brumel w drugiej próbie).
W latach 1961–1963 Brumel sześciokrotnie poprawiał rekord świata doprowadzając go do wyniku 2,28 m. Wynik ten utrzymał się jako rekord aż do 1970. Zdobył tytuły mistrzowskie na mistrzostwach Europy w 1962 w Belgradzie, uniwersjadzie w 1961 w Sofii i uniwersjadzie w 1963 w Porto Alegre.
Ukoronowaniem dominacji Brumela w światowym skoku wzwyż było zdobycie przez niego złotego medalu na igrzyskach olimpijskich w 1964 w Tokio.

## Wypadek
Kariera Brumela został przerwana w 1965, kiedy uległ wypadkowi motocyklowemu (prowadziła trenująca sporty motocyklowe Tamara Golikowa, która podwoziła go do domu). W następstwie uderzenia o latarnię doznał bardzo poważnej kontuzji nogi. Liczono się z koniecznością amputacji, ale po siedmiu dużych i 25 mniejszych operacjach odzyskał w niej sprawność. Jedna noga była krótsza o kilka centymetrów. Pomógł mu w tym jednak prof. Gawriił Ilizarow i jego metoda wydłużania oraz korekcji kształtu kości kończyn aparatem własnej konstrukcji. Wrócił na skocznię, ale najlepszym jego wynikiem po wypadku było 2,15 w 1970.

## Twórczość literacka
Po zakończeniu kariery sportowej próbował swych sił jako autor książek z dziedziny literatury faktu. W powieści biograficznej opisał walkę o nogę i powrót do sportu. Napisał kilka powieści, dramatów i libretto do operetki.
Twórczość Brumela:
- Nad płankoj jest wysota (1969), oryg. Над планкой есть высота Nad poprzeczką jest wysokość
- Wysota (1971), Высота Wysokość
- Nie izmieni siebie (1979), oryg. Не измени себе, przetłumaczona na siedem języków (wydanie polskie Pozostać sobą („Iskry” 1983, współaut. Aleksandr Łapszin, oprac. Michał Jagiełło)[7][9])
- sztuki Doktor Nazarow (Доктор Назаров) (poświęcona postaci prof. G. Ilizarowa), Olimpijskaja komedia (Олимпийская комедия), Rew trybun (Рев трибун, pol. Ryk trybun), Не измени себе
- libretto do operetki Zołotaja karawella (Золотая каравелла, pol. Złota karawela), muzyka Rauf Hajiyev.

## Odznaczenia
Został wyróżniony m.in.:
- Orderem Czerwonego Sztandaru Pracy (1964)
- Medalem Za Pracowniczą Dzielność
- tytułem najlepszego sportowca świata w 1963
- trzykrotnie, w latach 1961–1963, tytułem najlepszego sportowca Europy w ankiecie PAP[10][11]
- nagrodą sportową Helmsa i „Złotą Karawelą Kolumba”[7]

## Życie osobiste
Po wypadku w tym samym roku odeszła od niego żona Marina, pozostawiając go z maleńkim synem. W 1972 był krótko mężem Jeleny Pietuszkowej, z którą miał córkę Władę. Jego syn Wiktor także uprawiał skok wzwyż. Walerij Brumel zmarł w moskiewskim szpitalu im. Siergieja Botkina na szybko rozwijający się nowotwór złośliwy.